# Peter Haffner
Peter Haffner (* 29. Januar 1953 in Zürich) ist ein Schweizer Journalist und Schriftsteller.

## Leben
Peter Haffner absolvierte ein Studium der Philosophie und Geschichte an der Universität Zürich. Anschließend arbeitete er als freier Journalist für Schweizer, deutsche und österreichischen Zeitungen und von 1991 bis 2002 als Redakteur des Monatsmagazins NZZ Folio der Neuen Zürcher Zeitung.
Er ist ebenfalls Verfasser von literarischen Texten. Unter dem Pseudonym Louis P. Laskey veröffentlichte er im Jahr 2000 seinen ersten Kriminalroman.
1988 nahm er am Ingeborg-Bachmann-Wettbewerb in Klagenfurt teil. Haffner war bis 2014 Korrespondent der Wochenendbeilage Das Magazin des Zürcher Tages-Anzeigers in Kalifornien. Seither ist er als freier Autor tätig.

## Auszeichnungen
- 1985: Internationaler Publizistikpreis der Stadt Klagenfurt (Preis für literarischen Journalismus)
- 1994: Egon-Erwin-Kisch-Preis (1. Rang)
- 1994: Zürcher Journalistenpreis
- 1996: Ehrengabe des Kantons Zürich (Literatur)
- 1998: Zürcher Journalistenpreis
- 1999/2000: Fellowship am Europäischen Journalistenkolleg der Freien Universität Berlin
- 2002: Prix Media der Akademie der Naturwissenschaften Schweiz
- 2023 Zürcher Journalistenpreis für das Gesamtwerk

## Werke
- Berufsverbot für Rechtsanwälte? Verteidigung auf der Strafbank. Eco, Zürich 1980, ISBN 3-85637-029-3.
- Wie steht’s mit Pachulski? Ferdydurke, Zürich 1993, ISBN 3-905604-03-8.
- Die fixe Idee. 13 Versuche, die Welt zu erklären. NZZ Buchverlag, Zürich 1996, ISBN 3-85823-621-7.
  - Taschenbuchausgabe: Die fixe Idee. 13 Genies und ihre Spleens. Dtv, München 2002, ISBN 3-423-20208-4.
- als Louis P. Laskey: Herz auf Eis. Ein Quast-&-Quimby-Kriminalroman. Haffmans, Zürich 2000, ISBN 3-251-30123-3.
- Grenzfälle. Zwischen Polen und Deutschen (= Die Andere Bibliothek Band 213). Eichborn, Frankfurt am Main 2002, ISBN 3-8218-4517-1.
- Zygmunt Bauman: Das Vertraute unvertraut machen. Ein Gespräch mit Peter Haffner. Hoffmann und Campe, Hamburg 2017, ISBN 978-3-455-00153-2.
- So schön wie tot. Kriminalroman. Nagel & Kimche, Zürich 2018, ISBN 978-3-312-01059-2.

### Herausgeberschaft
- Der Wissenschafts-Rabe (= Der Rabe. Magazin für jede Art von Literatur Nr. 35). Haffmanns, Zürich 1993, ISBN 3-251-10035-1.
- Alfred de Quervain: Quer durchs Grönlandeis. NZZ Buchverlag, Zürich 1998, ISBN 3-85823-708-6.